# Морнарички истражитељи: Лос Анђелес (8. сезона)
Осма сезона америчко полицијо-процедуралне драме МЗИС: Лос Анђелес је емитована од 25. септембра 2016. до 14. маја 2017. године на каналу ЦБС. Сезона садржи 24 епизоде.

## Опис
Мигел Ферер је преминуо у току снимања ове сезоне, а последња епизода у којој се појавио је "Наплата".

## Улоге

### Главне
- Крис О’Донел као Гриша Кален
- Данијела Руа као Кензи Блај
- Ерик Кристијан Олсен као Мартин А. Дикс
- Берет Фоа као Ерик Бил
- Рене Фелис Смит као Нел Џоунс
- Мигел Ферер као Овен Гренџер (Епизоде 1-15)
- Линда Хант као Хенријета Ленг
- Ел Ел Кул Џеј као Сем Хана

### Епизодне
- Питер Камбор као Нејт Гејц (Епизоде 12, 16)

## Епизоде
| Бр. у серији | Бр. у сезони | Наслов                           | Редитељ             | Сценариста                       | Премијерно емитовање | Прод. код | Бр. гледалаца (у милионима) |
| --- | ------------ | -------------------------------- | ------------------- | -------------------------------- | -------------------- | --------- | --------------------------- |
| 169 | 1            | "Meта високе вредности (1. део)" | Tавнија Мекирнан    | Р. Скот Џемил                    | 25. септембар 2016.  | 802       | 10.34                       |
| Подсекретар министарства одбране Корбин Даган је преузео јединицу МЗИС-а у Лос Анђелесу након што екипа није успела да ухвати кртицу. |              |                                  |                     |                                  |                      |           |                             |
| 170 | 2            | "Утроба звери (2. део)"          | Teренс О’Хара       | Р. Скот Џемил                    | 25. септембар 2016.  | 801       | 10.34                       |
| Екипа путује у Сирију да зароби мето од високе вредности, али мисија креће низбрдо и један од чланова је повређен. |              |                                  |                     |                                  |                      |           |                             |
| 171 | 3            | "Дамин гамбит"                   | Денис Смит          | Р. Скот Џемил                    | 2. октобар 2016.     | 803       | 11.39                       |
| Екипа истражује случај отмице док су два члана и Хети у Вашингтону на испитивању, а Кензи недоступна због мисије у Сирији. |              |                                  |                     |                                  |                      |           |                             |
| 172 | 4            | "Црно тржиште"                   | Џејмс Хенлон        | Џордана Луис Џефи                | 16. октобар 2016.    | 804       | 10.89                       |
| Након што је агент Државне безбедности отрован, истрага екипу води на траг плаћеног убице Тријада и могућег издајника. |              |                                  |                     |                                  |                      |           |                             |
| 173 | 5            | "Дух пушка"                      | Бени Бум            | Kајл Харимото                    | 23. октобар 2016.    | 805       | 11.40                       |
| Убиство војног механичара са високо чуваним одобрењем шаље екипу у потрагу по целом граду за доказом. Такође, Ана Колчек ради са Каленом, а Сем помаже Хети у текућој истрази о кртици.                                                                                             |              |                                  |                     |                                  |                      |           |                             |
| 174 | 6            | "Дом је тамо где је срце"        | Ерик А. Пот         | Џозеф Ч. Вилсон                  | 30. октобар 2016.    | 806       | 9.74                        |
| Након што мушкарац спаси живот поручнику-командиру, екипа открива његову мрачну прошлост која ставља тамошњег малолетника у опасност. У међувремену, Сем мора да одлучи кога ће да води на утакмицу.                                                                                |              |                                  |                     |                                  |                      |           |                             |
| 175 | 7            | "Брод лудака"                    | Дајана К. Валентајн | Френк Милитари                   | 6. новембар 2016.    | 807       | 10.26                       |
| Након што је леш НСА-овог аналитичара пронађен изједен од ајкуле, истрага одводи екипу до картела који ере новац и шаље Калена на тајни задатак у лудницу. Кензи се боро са својом терапијом.                                                                                       |              |                                  |                     |                                  |                      |           |                             |
| 176 | 8            | "Упоредни отпорници"             | Eрик Лејнвил        | Џо Сакс                          | 13. новембар 2016.   | 808       | 12.11                       |
| Истрага убиства струјом студента који је радио на војним поверљивим пројектима одводи екипу до његове радознале ћерке која је можда кључ његовог рада. |              |                                  |                     |                                  |                      |           |                             |
| 177 | 9            | "Гласност"                       | Џон Питер Кјузакис  | Ендру Бартлс                     | 20. новембар 2016.   | 809       | 10.43                       |
| Након што је жена отрована полинијумом-210, истрага њене прошлости доводи до Каленовог оца и његових мрачних тајни. |              |                                  |                     |                                  |                      |           |                             |
| 178 | 10           | "Сирене"                         | Џонатан Фрејкс      | Eрин Бродхрст                    | 27. новембар 2016.   | 810       | 11.39                       |
| Након што су два лажна шерифа побијена ван Каленове куће, истрага одводи екипу дубље у проблем с' кртицом, а Нел испитује Карла Брауна за још података. |              |                                  |                     |                                  |                      |           |                             |
| 179 | 11           | "Вести које доносимо"            | Џејмс Хенлон        | Чед Мазеро                       | 18. децембар 2016.   | 811       | 10.37                       |
| Екипа дочекује док истражује нестанак војног поручника-командира који је радио са НСА-ом на страним кибер злочинима. |              |                                  |                     |                                  |                      |           |                             |
| 180 | 12           | "Kулинда"                        | Tавнија Мекирнан    | Kајл Харимото                    | 8. јануар 2017.      | 812       | 10.41                       |
| Када је послаников телохранитељ убијен, Сем одлази на тајни задатак као телохранитељ да би сазнао зашто је убијен.Појава Нејта Гејца. |              |                                  |                     |                                  |                      |           |                             |
| 181 | 13           | "Toпла вода (1. део)"            | Денис Смит          | Aнастасија Кјузакис              | 15. јануар 2017.     | 813       | 8.58                        |
| Једног дана подсекретар Даган долази због Хетиног отказа, а екипа се налази везаних руку јер су Грејнџер, Дикс, Сем и Кален похапшени због подметања доказа. Док су у притвору, Гренџера је убоо непознати нападач.                                                                 |              |                                  |                     |                                  |                      |           |                             |
| 182 | 14           | "Под опсадом (2. део)"           | Руба Нада           | Р. Скот Џемил                    | 29. јануар 2017.     | 814       | 11.29                       |
| Хети креће на своју руку да препозна кртицу, а екипа мора да се прегрупише, али ствари се погоршавају кад је Кензи отео човек за кога је мислила да може да му верује. |              |                                  |                     |                                  |                      |           |                             |
| 183 | 15           | "Наплата"                        | Teренс О’Хара       | Џордана Луис Џефи                | 19. фебруар 2017.    | 815       | 8.61                        |
| Док екипа жури да спаси Кензи, откривају како се преиспитују коме да верују кад се стара лица поново појављују.Последња појава Овена Гренџера. |              |                                  |                     |                                  |                      |           |                             |
| 184 | 16           | "Стари трикови"                  | Teренс Најтингејл   | Ендру Бартлс                     | 5. март 2017.        | 816       | 9.46                        |
| Када су војни поручник и његов деда отети из старачког дома, истрага одводи екипу до пара превараната и до потраге за ретким новчићем. Кален, у међувремену, мора да се суочи са очевим поступцима када је отео оца свог унука, а Каленовог сестрића.Појава Нејта Гејца.            |              |                                  |                     |                                  |                      |           |                             |
| 185 | 17           | "Kраљица"                        | Eрик Лејнвил        | Џозеф Ч. Вилсон                  | 12. март 2017.       | 817       | 9.26                        |
| Сем узима свој стари алијас да среди великог злочинца. Каленова и Анина романтична ноћ је прекинута када су позвани да испрате врло важног заробљеника у Лос Анелес на испитивање.                                                                                                  |              |                                  |                     |                                  |                      |           |                             |
| 186 | 18           | "Бекство"                        | Toни Вармби         | Eрин Бродхрст                    | 19. март 2017.       | 818       | 9.10                        |
| Након што је Одељење за блага хаковано, Ерик и Нел иду на тајни задатак да ухвате мужа и жену повезане са злочином. Такође, дигитални форензички специјалиста Дејв Флин долази из МЗИС-овог кибер одељења из Сан Дијега да мења Ерика и Нел док су на тајном задатку.               |              |                                  |                     |                                  |                      |           |                             |
| 187 | 19           | "767"                            | Бени Бум            | Кајл Харимото                    | 26. март 2017.       | 819       | 11.17                       |
| Након што је војни инжењер убијен, Кален и Сем лете за Токио пратећи његовог колегу који можда носи украдене планове са собом. |              |                                  |                     |                                  |                      |           |                             |
| 188 | 20           | "Из Хаване с' љубављу"           | Денис Смит          | Џо Сакс                          | 9. април 2017.       | 820       | 9.51                        |
| Екипа истражује када човек тврди да његова жена, која је војно лице, краде државне тајне, а то их доводи до кубанског клуба где Кензи и Дикс иду на тајни задатак. |              |                                  |                     |                                  |                      |           |                             |
| 189 | 21           | "Ратни ожиљци"                   | Џејмс Вајтмор мл.   | Џордана Луис Џефи и Ендру Бартлс | 23. април 2017.      | 821       | 9.44                        |
| Када је ветеран отео подмићеног администратора, екипа мора да ради са Хетиним старим пријатељима од којих је један А. Џ. Чегвиден да би пронашли и открили шта се дешава. |              |                                  |                     |                                  |                      |           |                             |
| 190 | 22           | "Златни дани"                    | Руба Нада           | Џозеф Ч. Вилсон и Ли А. Карлајл  | 30. април 2017.      | 822       | 9.08                        |
| Екипа ради са Хетиним бившим колегом из Вијетнамског рата на проналаску злата вредног 40 милиона долара, али ствари постајуе сложеније када се друге странке, које такође занима злато, укључе у потрагу. Дикс прима изненађујуће вести од детектова Витинга о свом случају у УК-у. |              |                                  |                     |                                  |                      |           |                             |
| 191 | 23           | "Пуштен (1. део)"                | Френк Милитари      | Френк Милитари                   | 7. мај 2017.         | 824       | 9.06                        |
| Екипа жури да спаси Мишел након што је отета, а отмичари захтевају пуштање Семовог непријатеља Тахира Каледа. |              |                                  |                     |                                  |                      |           |                             |
| 192 | 24           | "Ослобођен (2. део)"             | Џон Питер Кјузакис  | Р. Скот Џемил                    | 14. мај 2017.        | 823       | 9.40                        |
| Након Мишелине смрти, Сем одлази на своју руку да освети њену смрт и да заврши са Тахиром Каледом једном за свагда. |              |                                  |                     |                                  |                      |           |                             |

## Пријем
За америчку телевизијску сезону 2016-17, осма сезона серије морнарички истражитељи: Лос Анђелес је била на 11. месту са просеком од 12,51 милиона гледалаца и на 43. месту у скупини стнаовништва између 18 и 49 година са оценом 1,8/6.